# Islas Pitcairn
Las islas Pitcairn (/ˈpɪtkɛərn/ PIT-kairn en inglés: Pitcairn Islands, en pitcairnés-norfolkense: Pitkern Ailen) oficialmente territorio británico de ultramar de las Islas Pitcairn, Henderson, Ducie y Oeno, conforman un archipiélago que forma parte de la Polinesia en Oceanía. Comprenden las islas Pitcairn, Sandy, Oeno, Henderson y Ducie. De las cinco islas que lo componen, solo la llamada Pitcairn está habitada. Su capital es Adamstown, donde se encuentra el único asentamiento de la isla y está localizado en la parte centro-norte de la isla, además de ser la capital oficial más pequeña del mundo. Los lugares más cercanos son la isla de Pascua (Chile) al este y Mangareva (Polinesia Francesa) al oeste.
Es un territorio británico de ultramar y la única colonia británica que queda en el océano Pacífico. Es uno de los 17 territorios no autónomos bajo supervisión del Comité de Descolonización de las Naciones Unidas, con el fin de eliminar el colonialismo. Con solo 56 habitantes de nueve familias, la isla es también famosa por ser el territorio administrativo menos poblado del mundo, no considerándose una nación soberana.
Los isleños de Pitcairn son un grupo étnico birracial que desciende en su mayoría de nueve amotinados del barco Bounty y de un puñado de consortes tahitianas que los acompañaron, como todavía se desprende de los apellidos de muchos de los isleños. El motín y sus consecuencias han sido objeto de muchos libros y películas.

## Origen
Las islas Pitcairn, Ducie y Henderson fueron descubiertas por el portugués Pedro Fernández de Quirós al servicio del reino de España el 26 de enero de 1606, quien las bautizó como La Encarnación y San Juan Bautista, respectivamente. Sin embargo, algunos autores dudan sobre qué islas fueron visitadas y nombradas por Quirós, y sugieren que La Encarnación bien pudo haber sido la isla Henderson y San Juan Bautista la isla Pitcairn. La isla Pitcairn fue avistada en 1767 por la tripulación del HMS Swallow, comandado por el capitán Philip Carteret. La isla recibió su nombre del guardia marino Robert Pitcairn, un tripulante de quince años de edad que fue el primero en divisar las islas. Robert Pitcairn era hijo del mayor John Pitcairn, quien murió en la batalla de Bunker Hill.

## Historia

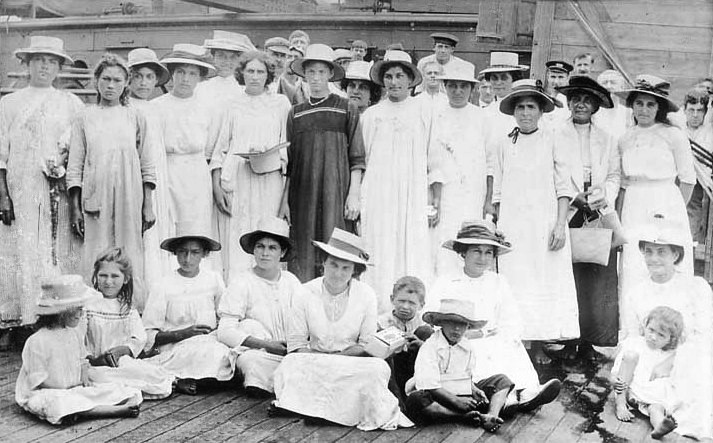
Pitcairneses en 1916.

Las islas Pitcairn tuvieron antiguamente una población de origen polinesio que se cree que llegó al archipiélago alrededor del año 800 d. C. Estos pobladores vivieron en la isla Pitcairn y en la isla de Henderson, ya que el resto del archipiélago no era habitable. Las islas tenían un comercio constante entre ellas y con la isla Mangareva (más lejana), lo cual daba a los habitantes de uno y otro lado los recursos de los que carecían naturalmente.
Alrededor de 1500, el comercio entre las tres islas desapareció, probablemente por un desastre ambiental en Mangareva, que habría llevado a la extinción de varias especies, y por la incapacidad de seguir comerciando. Esto provocó el aislamiento de Pitcairn y Henderson, cuyas poblaciones ahora carecían de recursos fundamentales para su supervivencia, haciendo que desaparecieran.
Un siglo y medio más tarde del descubrimiento del archipiélago por Pedro Fernández de Quirós el 26 de enero de 1606, las islas fueron redescubiertas por marinos británicos: Pitcairn en 1767, Ducie en 1791, Henderson en 1819 y Oeno en 1824.
Las islas son conocidas debido a que los amotinados del barco británico Bounty se asentaron en esta isla, convirtiéndose en sus primeros habitantes en siglos. Esto ocurrió en 1790, y los descendientes de estos amotinados aún habitan en ella.
El Bounty, inicialmente, era un barco destinado a replantar frutipan en Tahití. A los británicos, cuando llegaron a Tahití, les gustaron mucho las mujeres de aquel lugar y, tras embarcar para volver al Reino Unido, hubo un motín encabezado por Fletcher Christian y 18 fieles, cuyo objetivo era volver de nuevo a Tahití para vivir allí. Abandonaron al capitán del barco, William Bligh, en un bote junto a sus fieles y estos consiguieron llegar a Timor después de un viaje de 47 días navegando, tras recorrer 6500 km. Los amotinados en Tahití, temerosos de represalias por parte del Reino Unido, decidieron huir y la isla a la que llegaron fue Pitcairn el 15 de enero de 1790. Tras instalarse en la isla, incendiaron el barco que los llevó allí, restos que aún hoy siguen en la isla y pueden visitarse. Allí vivieron y murieron durante 35 años sin que nadie supiera de su existencia hasta que, en 1825, otro barco británico llegara a la isla. Solo quedaba un superviviente del grupo original, John Adams, que narró su historia al capitán del barco.
Pitcairn se convirtió en colonia británica en 1838, y en 1850 la isla quedó completamente deshabitada cuando la población se volvió demasiado grande para sostenerse, provocando su mudanza a la isla Norfolk. 18 meses después, 17 habitantes regresaron a Pitcairn para repoblarla. Desde ese momento la población ha alcanzado un pico de 223 personas, pero dado que la mayoría de la gente emigra a Nueva Zelanda, normalmente habitan la isla unos 50 habitantes.
En 1838, las islas fueron el primer territorio del mundo donde se aprobó el sufragio femenino, con las mismas características que el sufragio masculino.
En 2004 varios hombres habitantes de la isla estuvieron acusados de abuso de menores.

## Gobierno y política

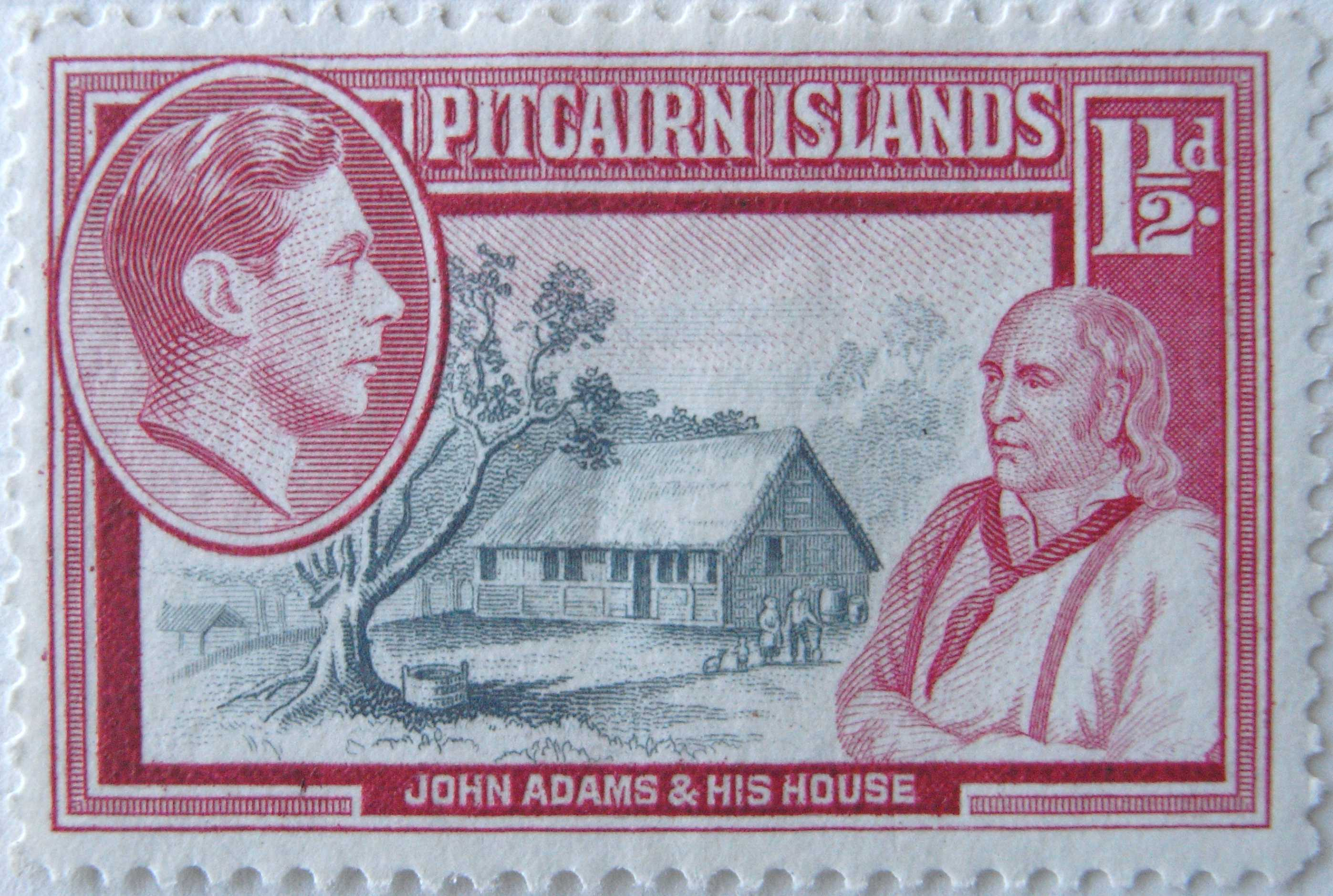
Sello proveniente de la oficina postal de la isla.

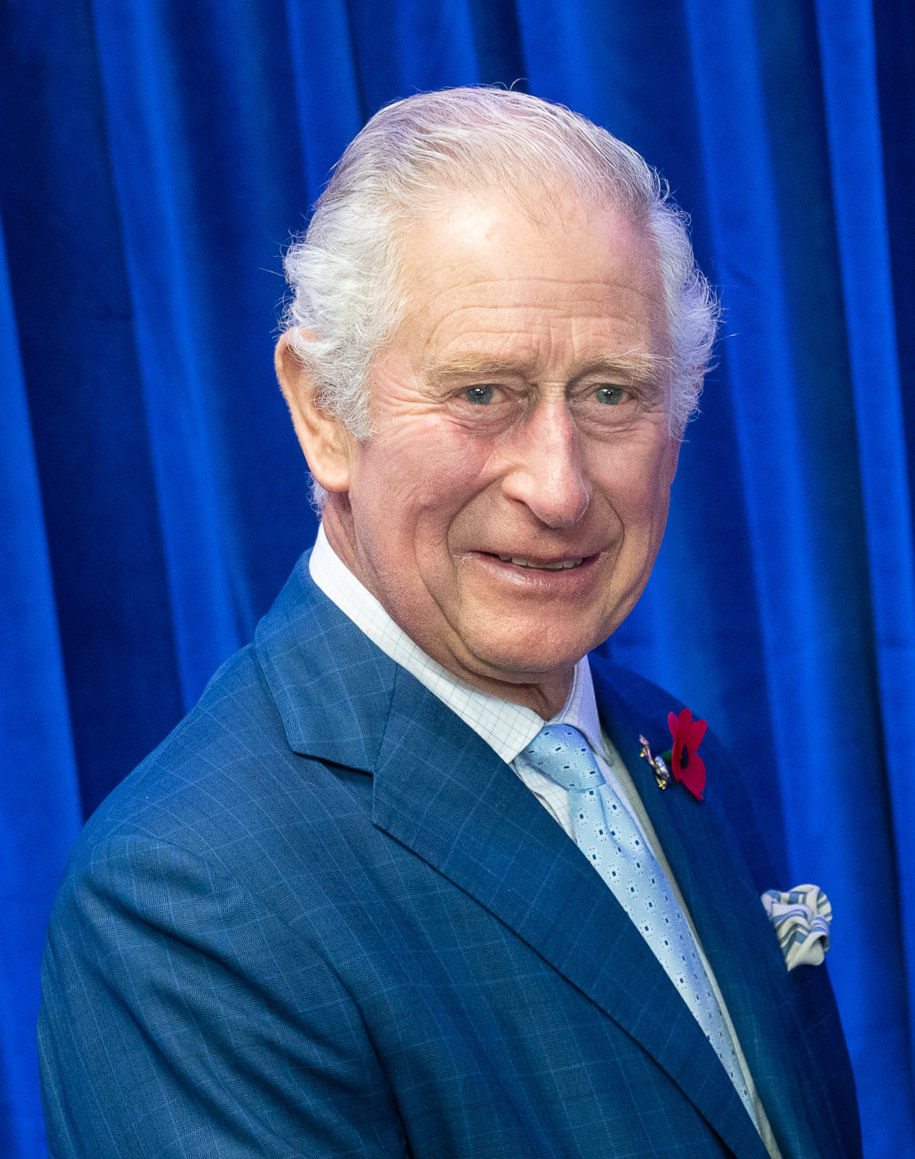
El rey Carlos III del Reino Unido.

Nominalmente, el gobernador de las islas Pitcairn es el Alto Comisionado británico en Nueva Zelanda. Debido a que el Alto Comisionado no reside en la isla, la gestión diaria correspondía anteriormente al magistrado presidente del Consejo de la Isla (Island Council). Cada tres años se celebraban elecciones para este puesto. Sin embargo, después de una reforma constitucional en 1998, estas funciones pasaron al alcalde de Pitcairn a partir de 1999. Los otros cargos electos de la isla son el magistrado de la Isla (Island Magistrate) y el presidente del Comité Interno (Chairman of the Internal Committee). Desde el 15 de diciembre de 2004, el alcalde de Pitcairn es Jay Warren, que sustituyó a Steve Christian al ser este condenado, junto con otros hombres, por violación de menores. En el aspecto militar, la defensa es responsabilidad del Reino Unido.

## Geografía

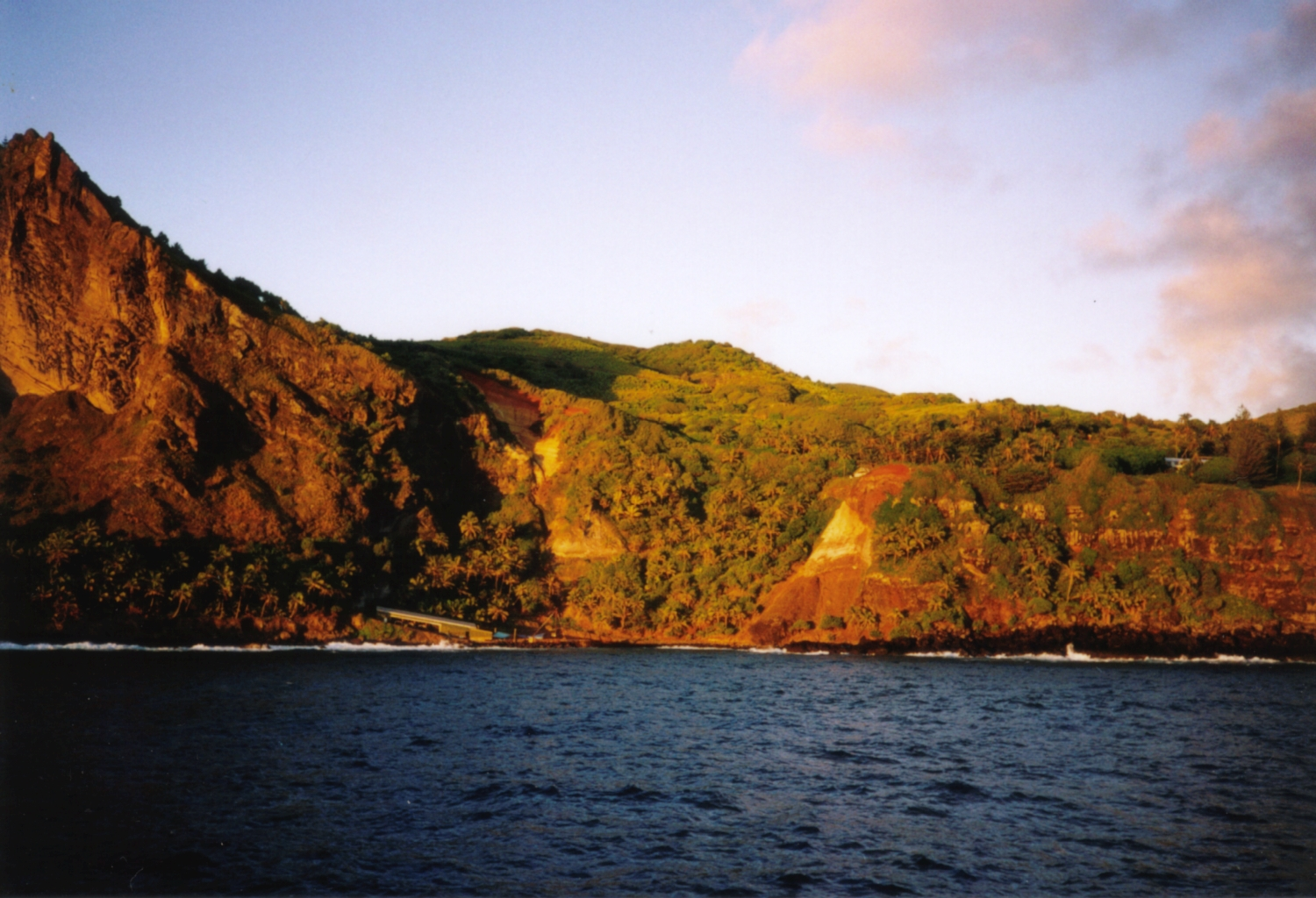
Vista de la bahía de Bounty.

Las islas Pitcairn constituyen una extensión geológica del archipiélago Tuamotu de la Polinesia Francesa, y consisten en cinco islas: Pitcairn, Oeno, Sandy, Henderson y Ducie.
Las islas Pitcairn son un grupo de islas cuya área de exclusión marítima se extiende por 56 000 km². Pitcairn es una isla volcánica, Ducie y Oeno son atolones de coral, Sandy es solo una barra de arena, formando parte del mismo atolón de Oeno, y Henderson es una isla de coral formada tras levantamientos tectónicos.
- Pitcairn es la única isla habitada. Tiene una superficie de 5 km², y está situada a 2120 km de Tahití, solo accesible a través de la Bahía de Bounty.
- La isla Henderson, que representa el 67 % de la superficie total del territorio, está situada a 200 km al nordeste de Pitcairn. Su costa comprende unos acantilados de caliza de origen coralino, que rodea uniformemente toda la isla.
- El atolón formado por Sandy y Oeno está situado a 140 km al norte de la isla principal.
- La isla más remota es el atolón de Ducie, a 360 km de Henderson. Es uno de los límites del Polo de inaccesibilidad del Pacífico.

Dada su localización, todas las islas tienen un clima tropical húmedo con precipitaciones a lo largo de todo el año. Durante el verano austral, las islas son propensas a padecer los efectos de los ciclones tropicales que se forman en el océano.

### Clima
Pitcairn está ubicado justo por debajo del trópico de Capricornio y disfruta de temperaturas cálidas durante todo el año. Las temperaturas medias son de 25–35 grados Celsius del mes de octubre a abril, mientras que en los inviernos la temperatura oscila entre los 17 grados a los 25. La humedad media en verano puede superar el 95 %. La estación de lluvias es de noviembre a marzo.

### Flora y fauna
Alrededor de nueve especies de plantas están solo presentes en Pitcairn. Entre estas se incluye el tapau, antiguamente una importante fuente de madera, y el helecho nehe gigante (Angiopteris chauliodonta). Algunas, como la frambuesa (Coprosma rapensis var. benefica), están muy próximas a la extinción. Las islas Pitcairn son uno de los dos lugares (el otro es Mangareva) en el mundo en que las plantas Glochidion pitcairnense están presentes.
En cuanto a fauna se refiere, una introducción rara e interesante es la tortuga gigante de las Galápagos (Chelonoidis nigra). La única tortuga superviviente, Ms. T (también conocida como Turpen), fue una de las cinco que llegaron a Pitcairn entre 1937 y 1951, traídas a la isla por Irving Johnson, capitán del bergantín de 96 pies (29,3 m) Yankee. Turpen normalmente habita en Tedside en el puerto oeste. Una orden de protección convirtió en delito que cualquiera la matase, lesionase, capturase, dañase o causase daño o estrés a la tortuga.
Las aves de Pitcairn se engloban en distintos grupos. Estos incluyen aves acuáticas, aves anfibias y un pequeño número de especies de hábitos no acuáticos. De las 20 especies, la isla Henderson tiene 16, incluyendo al ave de tierra polluela de Henderson (Porzana atra); Oeno, 12; Ducie, 13 y Pitcairn 6. De las aves residentes en Pitcairn las más famosas son el charrancito australiano (Sternula nereis), el gaviotín de San Félix (Anous stolidus) y el rabijunco colirrojo (Phaethon rubricauda). La cucarra de las Pitcairn (Acrocephalus vaughani), conocida por los lugareños como "sparrows", es endémica de las islas Pitcairn; antiguamente era común, pero desde 2008 está en la lista de especies en peligro.

### Áreas importantes de aves
Las cuatro islas del grupo Pitcairn han sido indicadas por BirdLife International como áreas importantes para la conservación de las aves (IBAs). La isla Pitcairn está reconocida en solitario porque es el único lugar donde habita el carricero de Pitcairn (Acrocephalus vaughani). La isla Henderson es importante por sus aves de tierra endémicas así como por sus aves acuáticas. La importancia ornitológica de Oeno deriva principalmente de su colonia de petreles de Murphy (Pterodroma ultima). Ducie es importante por sus colonias de petreles de Murphy, heraldo (Pterodroma heraldica) y de Kermadec (Pterodroma neglecta), así como de pardelas de Pascua (Puffinus nativitatis).

## Economía

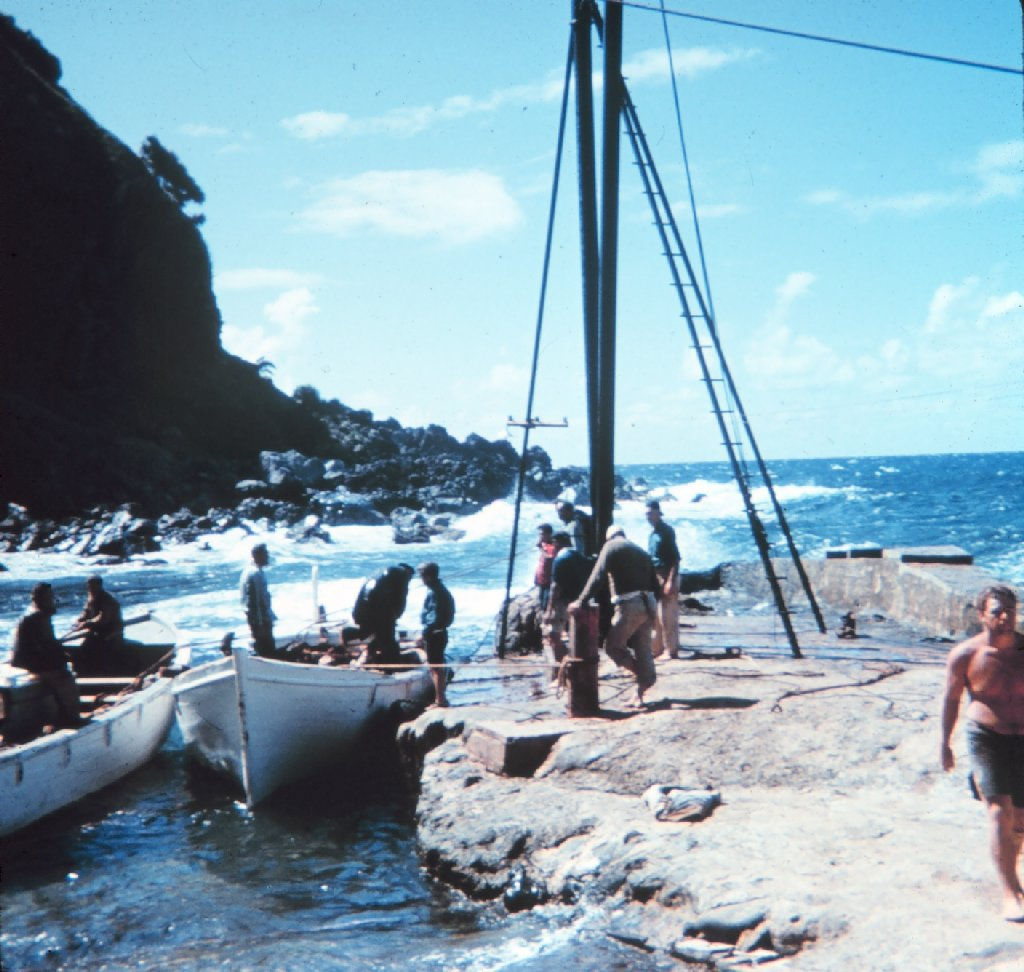
Botes en la Isla Pitcairn.

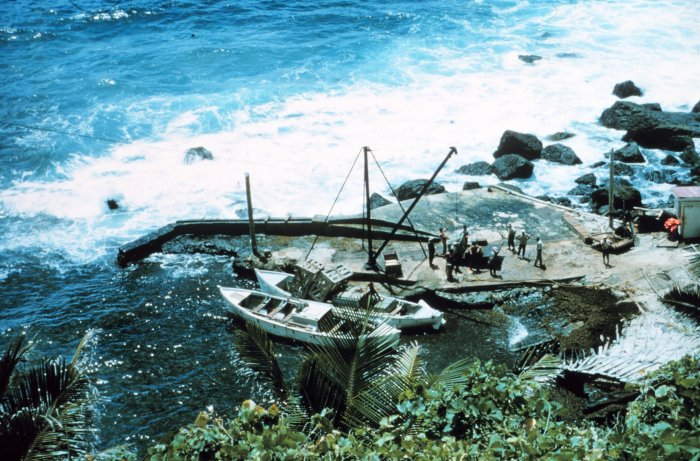
Puerto de la Bahía de Bounty.

El suelo fértil de los valles de Pitcairn produce una amplia variedad de frutas y verduras, incluyendo bananas, sandías, ñames y judías. Los habitantes de esta pequeña economía subsisten gracias a la pesca, agricultura y artesanía. Las mayores fuentes de beneficio provienen de la venta de sellos y monedas para coleccionistas, y también de la venta de miel y artesanías a los barcos que hacen la ruta Reino Unido-Nueva Zelanda por el canal de Panamá. Debido a la orografía de la isla, no hay grandes puertos ni pistas de aterrizaje, por lo que el comercio tiene que hacerse por lanchas que visitan los buques. Ocasionalmente, pasajeros provenientes de expediciones o cruceros pueden desembarcar durante un día, si el tiempo lo permite. La fuerza laboral de la isla está formada por 15 hombres y mujeres.
Hay un gran número de peces en los mares anexos a Pitcairn. Langostas espinosas y una gran variedad de peces son capturados para la supervivencia de los habitantes de la isla y para embarcar como comida para los barcos que hacen escala en las islas. Todos los días del año hay gente que va a pescar, bien sea desde las rocas, desde una embarcación de pesca o buceando con un fusil de arpón. Hay numerosos tipos de peces en torno a la isla. Peces como el Nanwee, el pez blanco, el Moi y el Opapa son capturados en aguas poco profundas, mientras que el Big Eye Snapper y el bacalao son capturados en aguas profundas y el atún blanco y el peto son capturados con trainera. Un amplio grupo de minerales, que incluyen manganeso, hierro, cobre, oro, plata y zinc han sido encontrados dentro de la Zona Económica Exclusiva (EEZ), que abarca 370 km de costas y comprende 880 000 km².

### Artesanía
Los lugareños fabrican figurillas y objetos (hechos a partir de madera de Henderson). Entre las figurillas de madera típica se incluyen tiburones, peces, ballenas, delfines, tortugas, pájaros, bastones, estanterías y los famosos modelos del Bounty. El milo, una madera oscura, duradera y con gran consistencia, es la preferida para ser trabajada. Los isleños también producen prendas y fabrican sombreros de colores.

### Monedas y sellos
La principal fuente de ingresos, hasta hace poco, ha sido la venta de monedas y sellos de correos a coleccionistas, los nombres de dominio .pn, y la venta de permisos de atraque de barcos, muchos de los cuales efectúan la ruta de Reino Unido a Nueva Zelanda a través del Canal de Panamá. Las empresas están restringidas por la geografía escarpada, que provoca la falta de un puerto o un aeródromo, obligando a que todas las transacciones comerciales sean efectuadas en barcazas que visitan a los grandes barcos. Ocasionalmente, los pasajeros de los barcos de crucero desembarcan en la isla durante un día, si el tiempo lo permite. El turismo es el foco principal de construcción de la economía futura, que llega en pequeños grupos en veleros y permanecen hospedados en la isla. Proporcionar lugares de hospedaje es una fuente creciente de ingresos y algunos isleños han invertido en la construcción de módulos adyacentes a sus casas para este fin.

### Producción de miel
En 1998, la agencia de ayuda gubernamental del Reino Unido, el Departamento de Desarrollo Internacional, fundó un programa de apicultura para Pitcairn que incluye formación para los abejeros de Pitcairn y se efectuó un análisis detallado de las abejas y miel de Pitcairn con especial incidencia a la presencia o no de enfermedad. Pitcairn fue descubierta como uno de los mejores ejemplos de poblaciones de abejas libres de enfermedad de cualquier parte del mundo y la producción de miel producida fue y sigue siendo de una calidad excepcionalmente elevada. Las abejas de Pitcairn también se componen de una gran variedad de especies, y en poco tiempo, los apicultores fueron capaces de trabajar con ellas con una mínima protección. Como resultado, Pitcairn exporta su renombrada miel a Nueva Zelanda y al Reino Unido, donde es almacenada en Londres por Fortnum and Mason y Partridges en Sloane Square. Esta miel, muy cotizada, era la favorita de la reina Isabel II así como del actual rey Carlos III. Los isleños de Pitcairn, bajo las marcas "Bounty Products" y "Delectable Bounty", también exportan frutas desecadas, incluyendo bananas, papayas, piñas y mangos, a Nueva Zelanda.

## Infraestructura
Las Islas Pitcairn tienen ahora modernas comunicaciones, incluidos los teléfonos por satélite y un alto tráfico de correos electrónicos. Sin embargo, las radios de onda corta siguen siendo muy populares. En Adamstown hay una estación de radio para comunicarse con flotas navieras, y hay antenas satelitales para permitir la recepción de canales de televisión de Australia y Nueva Zelanda, incluyendo sus emisoras de radio. Con fondos públicos se ha financiado una conexión a Internet (por satélite), a la que todos los hogares pueden acceder.

### Comunicaciones
Pitcairn y las demás islas carecen de aeródromo, y, con excepción de la ya citada bahía, sus abruptas costas solo son abordables en barca. En cuanto a la comunicación, el servicio de telefonía es por satélite mediante solo 17 líneas con el código (872).s; la comunicación interna es por medio de radios.

## Demografía
Cuenta con 56 habitantes pertenecientes a 9 familias. La mayor parte de la población desciende de los amotinados del barco Bounty. 
Los idiomas más hablados son el inglés y el pitcairnés norfolkense, un idioma criollo similar a la lengua hablada por los habitantes de la isla de Norfolk.

### Educación
La educación es gratuita y obligatoria entre las edades de cinco y dieciséis años. Todos los siete hijos de los pitcairneses estaban matriculados en la escuela en 2000. Los niños de la isla han producido un libro en pitcairnés y en inglés llamado Mi Bas Side orn Pitcairn o My Favourite Place on Pitcairn.

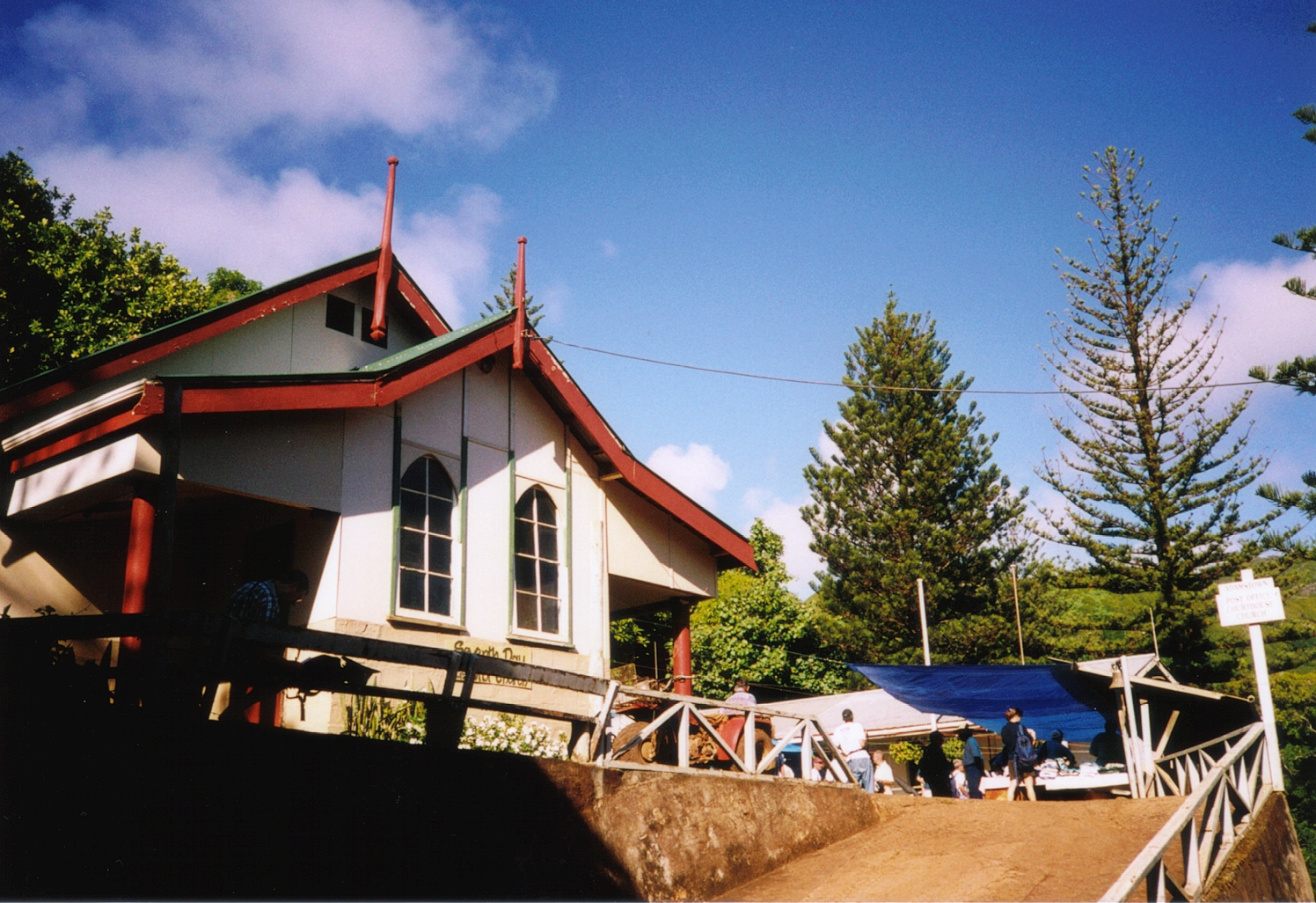
La Iglesia Adventista del Séptimo Día de Adamstown.

### Religión
Casi la totalidad de la población es cristiana. El único edificio religioso en la isla es uno de la Iglesia Adventista del Séptimo Día. Esta denominación cristiana no tiene el estatus de religión de estado, ya que el gobierno local no aprobó ninguna ley a su establecimiento pero si es las más importante en el territorio. El éxito de la misión de los adventistas del séptimo día en la década de 1890 fue importante para dar forma a la sociedad de Pitcairn. En los últimos años, la población de la iglesia ha disminuido y, en el año 2000, ocho de los entonces cuarenta isleños asistían regularmente a los servicios, aunque la mayoría asiste a la iglesia en ocasiones especiales. Desde el viernes al atardecer hasta el sábado al atardecer, los habitantes de Pitcairn guardan un día de descanso en observancia del sábado, o como muestra de respeto a los adventistas más conservadores.
La iglesia fue construida en 1954 y es dirigida por una junta local y el pastor residente, que normalmente sirve un término de dos años. La Escuela Sabática se reúne a las 10 de la mañana los sábados, y es seguida por un Servicio religioso una hora más tarde. Los martes por la noche, hay otro servicio en forma de reunión de oración. El sábado es el día más importante de la semana para los habitantes de la isla, y se considera como el verdadero día de reposo, por lo tanto, generalmente nadie realiza ningún trabajo.

### Idiomas
La mayoría de los isleños residentes en Pitcairn son descendientes de los amotinados del Bounty y de los tahitianos (u otros polinesios). El pitkern es una lengua criolla derivada del inglés del siglo XVIII, con elementos del idioma tahitiano. La población lo habla como primera lengua y se enseña junto con el inglés en la única escuela de la isla. Está estrechamente relacionado con la lengua criolla Norfuk, hablada en la isla de Norfolk, porque Norfolk fue repoblado a mediados del siglo XIX por los habitantes de Pitcairn.

## Cultura
La cultura de Pitcairn, como su idioma, es una mezcla de influencias británicas y tahitianas. La Iglesia Adventista del Séptimo Día es prácticamente el único credo en la isla, y por lo tanto, la vida y las costumbres en el lugar se han visto muy influenciadas por las enseñanzas de la iglesia Adventista. Las fiestas laicas conmemoradas en el territorio incluyen la Fiesta nacional (National Day) celebrada el segundo sábado de junio y el cumpleaños de la reina Isabel II el 21 de abril.
Los antes estrictos códigos morales, que prohibían el baile, las muestras públicas de afecto, el fumar y el consumo de alcohol, se han relajado. Los isleños y los visitantes ya no necesitan una licencia de seis meses para comprar, importar y consumir alcohol. Ahora hay un café y un bar con licencia en la isla, y la tienda del gobierno vende alcohol y cigarrillos.
La pesca y la natación son dos actividades recreativas populares. La celebración de un cumpleaños o la llegada de un barco o un yate involucrará a toda la comunidad de Pitcairn en una cena pública en la Plaza, Adamstown. En las mesas se sirven diversos alimentos, como pescado, carne, pollo, pilhi, arroz al horno, ciruela hervida (plátano), fruta del pan, platos de verduras, un surtido de pasteles, pan, palitos de pan, un surtido de postres, piña y sandía.

## ElBountyen la cultura popular
Se han hecho versiones literarias y cinematográficas sobre el motín del Bounty; entre ellas:

### Literatura
- Julio Verne publicó en 1879 un cuento corto, Los amotinados del Bounty (Les révoltés de la Bounty). El texto original fue escrito por Gabriel Marcel (1843-1909), un geógrafo de la Biblioteca Nacional de París. El trabajo de Julio Verne fue de corrección. De acuerdo a la información disponible en un documento fechado el 27 de julio de 1879, Verne compró todos los derechos por unos 300 francos.
- Otra versión literaria es Trilogía del Bounty, de C. Nordhoff y J. N. Hall, publicada entre 1932 y 1934.
- Existe una versión literaria con una exhaustiva revisión histórica obra de Caroline Alexander, La verdadera historia del motín del Bounty. En castellano. Ed. Planeta. 2005. ISBN 84-08-05392-2.
- Otra adaptación literaria, de 2008, se titula Motín en el Bounty, y fue escrito por John Boyne.

### Cine
- La primera versión sobre el evento es la película muda australiana The Mutiny of the Bounty, dirigida por Raymond Longford en 1916.[23]
- La segunda versión, también australiana, es In the Wake of the Bounty, filme dirigido por Charles Chauvel en 1933 y protagonizado por Errol Flynn[24] en su primera aparición ante las cámaras.[25]
- La tercera versión, primera estadounidense y de mayor difusión internacional, es Mutiny on the Bounty (1935), basada en las novelas de Nordhoff y Hall. Fue dirigida por Frank Lloyd y protagonizada por Charles Laughton y Clark Gable.[26] Esta cinta fue estrenada en España como Rebelión a bordo.
- La cuarta versión, más conocida, es Mutiny on the Bounty (1962), dirigida por Lewis Milestone y protagonizada por Marlon Brando, Trevor Howard y Richard Harris. Su argumento está igualmente basado en las novelas de Nordhoff y Hall.[27]
- La quinta y más reciente es The Bounty (1984), dirigida por Roger Donaldson y protagonizada por Anthony Hopkins, Mel Gibson, Laurence Olivier, Liam Neeson y Daniel Day-Lewis.[28]
- En la película Star Trek IV: Misión: salvar la Tierra (1986) hay una referencia hacia este velero, cuando la tripulación rebautiza la nave Klingon con la que vuelven de Vulcano a la Tierra con el nombre de "HMS Bounty".[29]

### Televisión
- La historia del Bounty es contada en el capítulo de la serie animada estadounidense Los Simpson titulado "The Wettest Stories Ever Told".